# أمة الواحد بنت علي العطار
أمة الواحد بنت علي بن عمر العطار راوية للحديث سمعت من بشر بن إبراهيم البعلي فضائل شهر شعبان للكتاني، وأخذ عنها الموفق الأبي، وأجازت له ولآخرين.